# Chytonix haba
Chytonix haba är en fjärilsart som beskrevs av Paul Dognin 1897. Chytonix haba ingår i släktet Chytonix och familjen nattflyn. Inga underarter finns listade i Catalogue of Life.